# Кременчугский голос
«Кременчугский голос» (укр. «Кременчуцький голос») — літературно-суспільна та політично-економічна газета, що виходила у Кременчуці 1910—1916 роках. Редактор-видавець: П. М. Дейчман.

## Історія
«Кременчугский голос» замінила закриту газету «Кременчугская жизнь». З 2 лютого 1912 року замість газети «Кременчугский голос» виходила з тим же складом співробітників газета «Приднепровский голос».

## Випуски за роком
- 1910 — № 1 (2-X) — № 41 (30-XII)
- 1911 — № 42 (1-I) — № 198 (31-XII)
- 1912 — № 199 (3-I) — № 211 (31-I)
- 1913 — № 212 (28-I)
- 1914 — № 213 (7-I), № 2 (29-XII)
- 1915 — № 1 (28-XII)
- 1916 — № 1 (24-XII).